# Dan Renton Skinner
Dan Renton Skinner (Hammersmith, 25 de janeiro de 1973) é um ator e comediante inglês, conhecido pela participação na série Sex Education.